# شهرستان الغیظه
ناحیهٔ الغیظة (به عربی: مدیریة الغیظة) یک ناحیه در یمن است که در استان مهره واقع شده‌است.

## خصوصیات
ناحیهٔ الغیظة ۲۷٬۴۰۴ نفر جمعیت دارد.